# Herregårdsslagter
Herregårdsslagter var et øgenavn for en række spekulanter, som efter landboreformerne og under Englandskrigene opkøbte herregårde og udstykkede dem i raskt tempo, bortsolgte bøndergodset til fri ejendom ved at sælge fæstegårdene til selveje og eventuelt også udparcellere hovedgårdsjorden til bondegårde og husmandssteder.
Blandt de mest kendte af disse er generalkrigskommissær Ulrik Christian von Schmidten, generalkrigskommissær Haagen Christian Astrup, generalmajor Frederik Rubeck Christian Bülow, byfoged og justitsråd Frederik Christian Schønau, vicelandsdommer Henrik Mule Hoff, oberst og generalkrigskommissær Johan Conrad Schuchardt, overkrigskommissær Johannes Christian Brønnum, kammerherre Peter Severin Fønss, justitsråd Hans Jørgen Ring Fønss, justitsråd Poul Marcussen, borgmester Johan Frederik Carøe, prokurator Søren Borch (1752-1810), Lars Wandborg Friis, birkedommer Erik Christian Müller, Søren Sørensen, amtsforvalter og kammerråd Hans Svanholm (død 1835), kammerråd Arent Hassel Rasmussen, Hans Clausen, Chris. Jereniassen, Mads Christensen, Frederik Juul, kancelliråd Søren Hillerup, Niels Frederik Hillerup (1752-1819), byfoged og justitsråd Michael Brandt (1753-1812), justitsråd og amtsforvalter Michael Rodewald Gjørup (1757-1835), kammerråd Mathias Peter Richter (1750-1826), justitsråd, birkedommer Hans Jørgen Hansen (død 1832), Niels Christensen Kutsch og Jens Peder Schoutrup.
En senere herregårdsslagter var Niels Christensen Breinholt (1819-1906).